# 协和镇 (安岳县)
协和乡，是中华人民共和国四川省资阳市安岳县下辖的一个乡镇级行政单位。

## 行政区划
协和乡下辖以下地区：
小桥村、水源村、高狮村、龙水村、长喜村、中和村、泉石村、坨湾村、治山村、石盘村、潭沱村、羌寨村、林楠村、瓦堂村和菱角村。